# Staatliche Pädagogische Universität Krywyj Rih
Die Staatliche Pädagogische Universität Krywyj Rih (ukrainisch Криворізький державний педагогічний університет, englisch: Kryvyi Rih State Pedagogical University) ist eine im Jahre 1930 gegründete Universität in Krywyj Rih in der ukrainischen Oblast Dnipropetrowsk.
2011 wurde sie zur Nationalen Universität Krywyj Rih umorganisiert. 2016 erhielt die Hochschule den Universitätsstatus und ihren heutigen Namen.
Die Universität besteht aus 9 Fakultäten, an denen insgesamt 3.337 Studenten studieren und 574 Dozenten tätig sind. Von diesen tragen 47 den Professoren- oder Doktortitel.
Die Universität besitzt neun Fakultäten:
- Fakultät für Mathematik und Physik
- Fakultät für Naturwissenschaften
- Ukrainische Philologie Fakultät
- Fakultät für Fremdsprachen
- Fakultät für Bildungswissenschaften
- Fakultät für Geographie
- Fakultät für Geschichte
- Philosophische Fakultät (Kunst und Grafik und musikalisch-pädagogische Abteilung)
- Industrie-Pädagogischen Fakultät